# Ein Regenschirm für Verliebte
Ein Regenschirm für Verliebte ist ein sowjetischer Liebesfilm von Rodion Nachapetow aus dem Jahr 1986.

## Handlung
Das Ende der Urlaubssaison am Schwarzen Meer: Nachts wacht das Paar Kraskow und Vera von einem Geräusch im Anbau ihres Ferienhauses auf. Kraskow überrascht dort das Pärchen Soja und Tolja, die vor dem Regen geflüchtet sind und im Ort bisher kein Zimmer finden konnten. Beide dürfen bleiben und die Paare lernen sich am nächsten Morgen besser kennen. Die Jugendlichen Soja und Tolja sind gegen den Willen der Eltern zusammen, gilt Tolja doch als unzuverlässig und wenig zielstrebig. Bereits drei Mal hat er in den letzten beiden Jahren seine Arbeit verloren. Tolja ist stets eifersüchtig und sorgt so für Unfrieden in der Beziehung. Kraskow und Vera scheinen hingegen das perfekte Paar zu sein. Sie gehen liebevoll und harmonisch miteinander um, spielen nachts gemeinsam Karten und scheinen über die Jahre keine Geheimnisse mehr voreinander zu haben. Vera und Soja und auch Kraskow und Tolja freunden sich an, die Frauen besuchen gemeinsam den Friseur und lassen sich merkwürdige Frisuren machen, und die Männer gehen einkaufen und in die Spielhalle. Ungläubig bestaunen beide Paare im Schaufenster eines Brautladens einen Regenschirm für Verliebte, der einen Griff, aber zwei ineinander verschmelzende Schirme hat. Als Kraskow und Vera ihren Urlaub beenden, überlassen sie Soja und Tolja ihre Bleibe für einen weiteren Monat. Das junge Paar wiederum will sich am älteren ein Vorbild nehmen und die Beziehung harmonischer gestalten.
Kraskow und Vera sind in Wirklichkeit Kollegen und ein heimliches Liebespaar. Beide trennen sich im Zug und steigen in Moskau angekommen aus verschiedenen Abteilen aus: Kraskow wird von seiner Frau und den drei Kindern erwartet, während Vera von ihrer Mutter vom Bahnsteig abgeholt wird. Beide arbeiten in einer Klinik, die sich mit der Therapierung von Alkoholikern befasst. Kraskow hat zudem eine Sendung im Fernsehen, die die Arbeitsergebnisse der Klinik präsentiert, sodass er öffentlich bekannt ist und Treffen mit Vera daher immer nur im Geheimen stattfinden können. Vera leidet zunehmend unter der Situation, weiß aber, dass Kraskow schon wegen seiner Kinder seine Ehe nicht aufgeben kann. Als sie von ihrem Kollegen Juri Dalilowitsch umworben wird und Kraskow ihr von den Vorzügen des Kollegen berichtet, bricht sie mit ihm und versucht, ihm aus dem Weg zu gehen. Kraskow wiederum leidet unter der Trennung von Vera, spricht sie auf der Straße an und will eine Versöhnung, doch Vera schreit ihn an, sie nicht weiter zu quälen.
Kurz vor Silvester erhält Vera von Soja ein Telegramm, in dem sie und Tolja sich bei dem Paar als Überraschung zur Silvesterfeier ankündigen. Vera setzt sich mit Kraskow zusammen und beide beschließen, die Fassade aufrechtzuerhalten. Sie kommen in der Wohnung von Veras Freundin Lida unter, Kraskow borgt sich Dalilowitschs Auto und gibt vor seiner Frau vor, über Silvester arbeiten zu müssen. Vera und Kraskow holen Soja und Tolja vom Bahnhof ab und verleben einen ausgelassenen Silvesterabend. Soja ist schwanger, sie und Tolja haben geheiratet und richten ihre Beziehung nach den Werten der Beziehung von Vera und Kraskow aus. Allen Verwandten haben sie von der perfekten Partnerschaft der beiden erzählt und laden sie zu sich ein. Am Ende schenken Soja und Tolja Vera und Kraskow den Regenschirm für Verliebte. Der Neujahrsmorgen bringt einen Anruf von Kraskow bei seiner Frau, die ahnt, dass ihr Mann sie betrügt. Es folgt der Abschied der Paare. Soja und Tolja reisen im Zug ab und Vera und Kraskow bleiben zurück und sehen sich hilflos an.

## Produktion
Ein Regenschirm für Verliebte erlebte im November 1986 seine Premiere in der Sowjetunion und kam am 8. Januar 1988 in die Kinos der DDR. Am 19. Februar 1989 lief er auf DFF 2 erstmals im Fernsehen der DDR und wurde bundesweit erstmals am 26. Juni 1991 auf PRO 7 ausgestrahlt. Icestorm veröffentlichte den Film im Oktober 2005 im Rahmen der Reihe Russische Klassiker auf DVD.

## Synchronisation
Den Dialog der DEFA-Synchronisation schrieb Friedel Hohnwald, die Regie übernahm Klaus-Michael Bauer.
| Rolle             | Darsteller           | Synchronsprecher    |
| ----------------- | -------------------- | ------------------- |
| Kraskow           | Alexei Batalow       | Eberhard Mellies    |
| Vera              | Nijolė Oželytė       | Ursula Werner       |
| Soja              | Vera Glagoleva       | Margrit Straßburger |
| Tolja             | Nikita Michailowski  | Rainer Doering      |
| Juri Dalilowitsch | Wjatscheslaw Jesepow | Eckhart Strehle     |
| Goscha            | Igor Nefjodow        | Klaus Peter Hoppe   |

## Kritik
Der film-dienst nannte Ein Regenschirm für Verliebte eine „heitere, poesievolle, nicht alltägliche Liebesgeschichte, die mit ihrer künstlerischen Gestaltung unter den Möglichkeiten bleibt.“
Cinema schrieb: „Diese leise Komödie setzt nicht auf schenkelklopfenden Witz und zeichnet das Bild einer schönen, aber qualvollen Liebe. Fazit: Stimmungsvolle Liebeskomödie“.